# Decolare

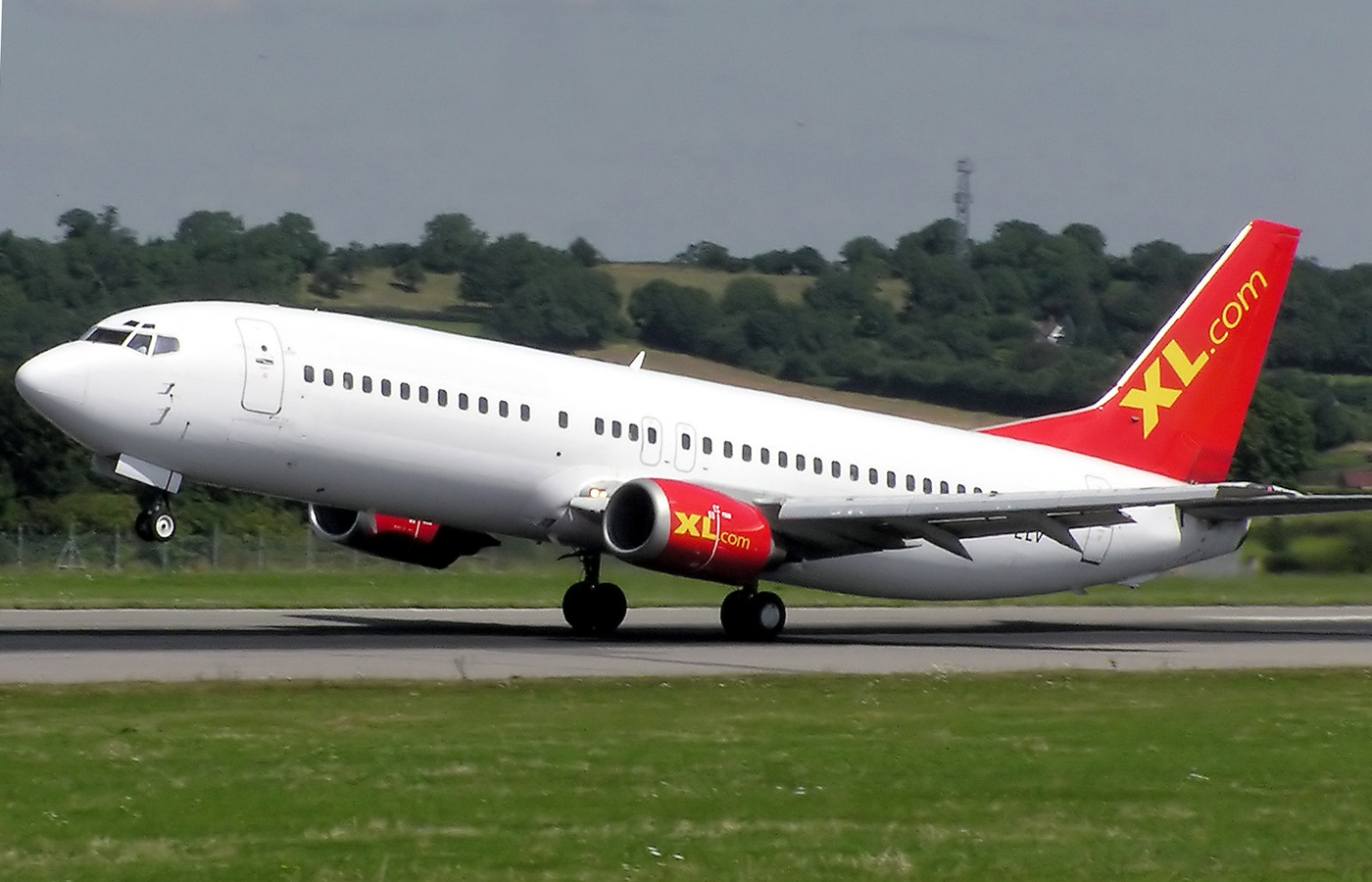
Decolarea unei aeronave de pasageri

Decolarea este o fază de zbor a unei aeronave care după rulajul pe sol se desprinde și se ridică în aer în vederea efectuării zborului. Decolarea se consideră încheiată la atingerea altitudinii de 15 m pentru aviația civilă și 25 m pentru aviația militară și a unei viteze care să permită executarea unor manevre în aer în deplină siguranță a zborului.    